# Akadémiaújtelep
Akadémiaújtelep Budapest egyik városrésze a XVII. kerületben.

## Története

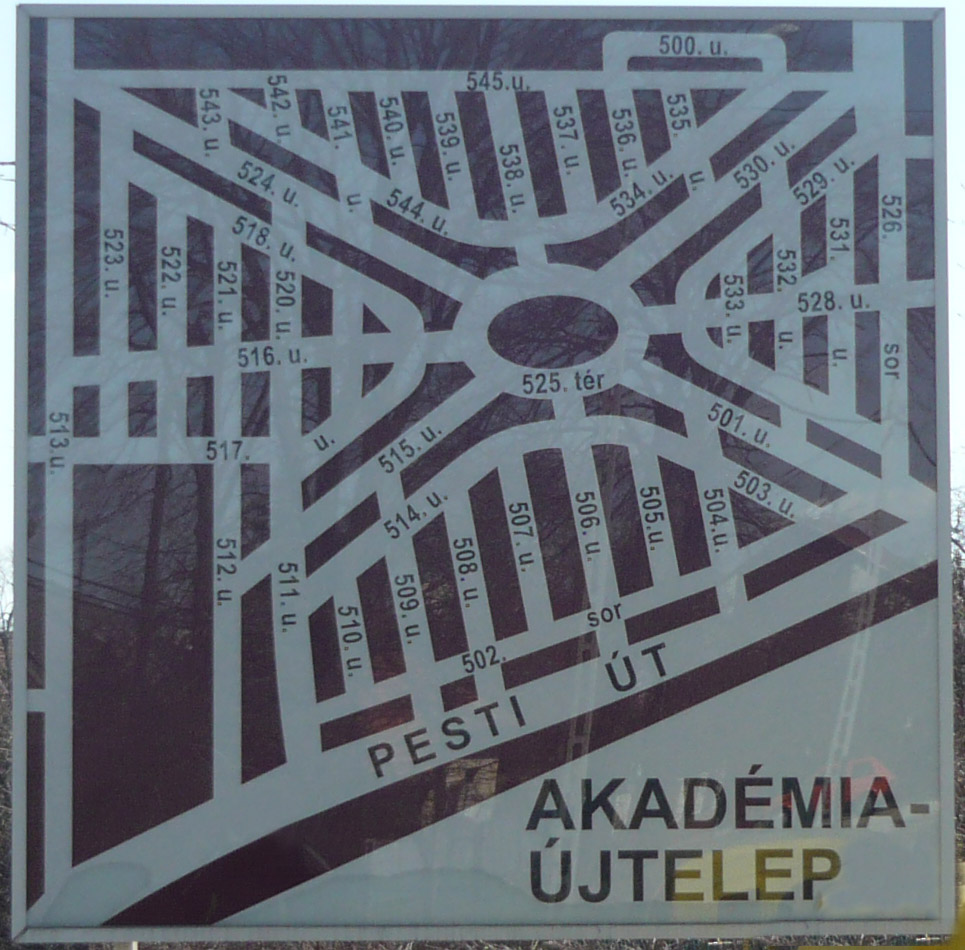
Akadémiaújtelep térképe az 525. téren kihelyezett táblán

Gróf Vigyázó Sándor, kinek 1873-ban Podmaniczky Zsuzsannával kötött házassága révén került birtokába a mai városrész, valamint a mai Régiakadémiatelep területe is, 1925-ös halálakor mindenét egyetlen élő gyermekére, Ferencre hagyta, míg a többi törvényes örökösre a kötelesrészen felül semmit. Végrendeletét a rokonok bíróságon megtámadták. Ferenc gyermektelenül halt meg 1928-ban, végrendeletében (a halálakor még folyamatban lévő pereskedések miatt) úgy döntött, hogy mindent a Magyar Tudományos Akadémiára hagy. 
A földek az oldalági örökösök pereinek lezárása után kerültek csak ténylegesen az MTA tulajdonába. A mezőgazdasági területeket az Akadémia két részre osztotta és felparcelláztatta, így alakítva ki az 1930-as években Rákoskeresztúr részeként a családi házas Régiakadémiatelepet, majd 1950. január 1. után, már Nagy-Budapest részeként a szintén kizárólag családi házas Akadémiaújtelepet. Önálló település sohasem volt egyik városrész sem. 
Két fő érdekessége van; az egyik, hogy összes utcáját, illetve a központjában elhelyezkedő teret (525. tér) az 500-tól 545-ig tartó sorszámokkal illették, a másik, hogy a négyzethálós elrendezés helyett egyedi koncepció mentén rajzolták meg az utcaszerkezetét, közepén egy központi teret kialakítva.

## Fekvése

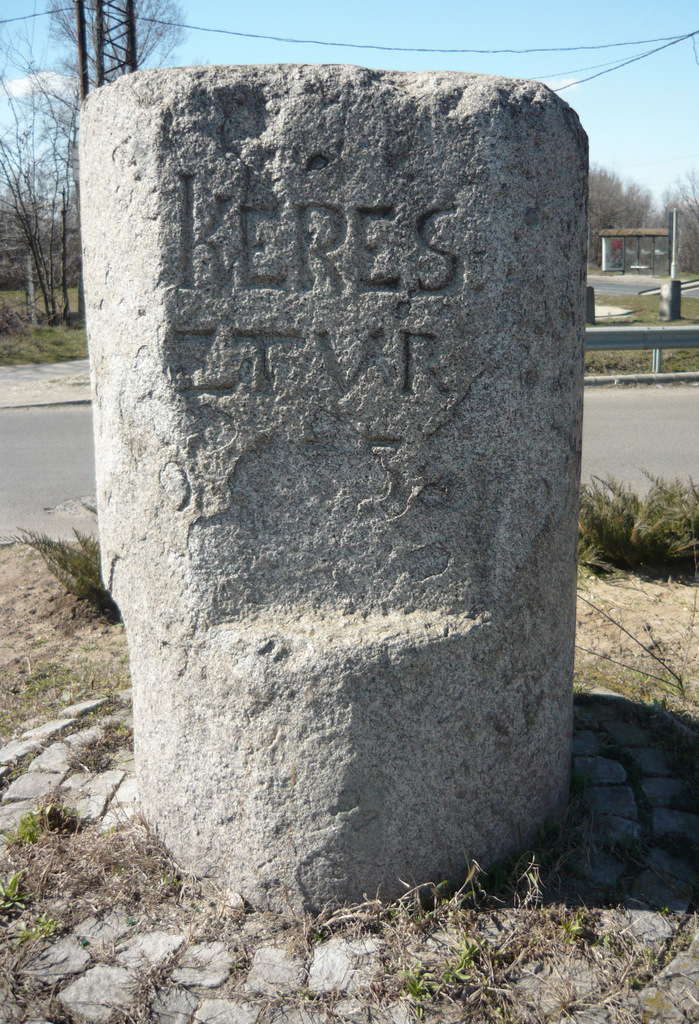
Határkő a Pesti úton (Rákoskeresztúr és Pest egykori határán)

Nyugatról Budapest X. kerülete, délről a Budapest–Újszász–Szolnok-vasútvonal, míg északról a Pesti út, illetve a mellette futó Budapest–Hatvan-vasútvonal határolja. Keletről Rákoskeresztúrral van egybeépítve, melynek részét képezte egészen Nagy-Budapest létrejöttéig. Szintén kelet felől szegélyezi Madárdomb, melytől egy széles közpark, a 48-as Hősök Tere választja el.
Határai a Pesti út a X. és XVII. kerület határától az 513. utca, a MÁV Budapest–Újszász–Szolnok-vasútvonala és a X. és XVII. kerület közigazgatási határa a Pesti útig.
Nyugati végén található Pest város és Rákoskeresztúr határköve, melyet a rajta található felirat szerint 1738-ban emeltek. A kerületrész keleti végében, a 48-as Hősök Terén egy szerény emlékmű őrzi az 1848–49-es forradalom és szabadságharc környékbeli csatáiban elesettek emlékét.
Nyugati határa, ami egyben a X. és XVII. kerületek határa is egy egybefüggő erdősáv. A 2000-es években ide tervezték a Külső Keleti Körút kerületi szakaszát, ám az erős lakossági tiltakozás, valamint anyagi, környezeti és egyéb megfontolásokból a terv fiókba került. A témában 2008-ban tervezett népszavazást a civilek peres úton sikeresen megakadályozták.

## Közlekedése
A kerületrész két fő közútja az északi szélén futó Pesti út és a déli végén futó Helikopter út. A legtöbb buszjárat ezek mentén áll meg. Kivételt ez alól kizárólag a 68-as busz képez, aminek egyik végállomása az 525. tér. 2021-ben északi határa mentén, a Budapest–Hatvan-vasútvonalon átadták Akadémiaújtelep megállóhelyet, amivel közvetlen vasúti összeköttetést is kapott a terület.